# シェレンベルクの戦い
シェレンベルクの戦い（Battle of Schellenberg）は、スペイン継承戦争における戦闘の1つで、1704年7月2日にイングランド・神聖ローマ帝国同盟軍とフランス・バイエルン連合軍が現在のドイツ・バイエルン州ドナウヴェルト近郊のシェレンベルクで衝突した。

## 経過
1703年にフランス軍がライン川を越えてバイエルン軍と合流、ドナウ川流域を制圧して帝国中央に駐屯している状態はオーストリアには見過ごせない非常事態であり、神聖ローマ皇帝レオポルト1世の命令を受けた駐英大使ヴラティスラフ伯爵はイングランド軍をドイツへ進めることをイングランド政府に要請した。イングランド軍総司令官マールバラ公ジョン・チャーチルはヴラティスラフの要請を承諾して1704年4月にイングランドからオランダへ渡り、決戦に消極的なオランダとオランダに接近しているフランス軍を騙してドイツへ進軍する困難な作戦に出た。
5月にこの作戦は実行に移され、マールバラ公はイングランド・オランダ同盟軍を率いて南下、ライン川下流域を決戦場とすると嘘を流してオランダ政府とフランス軍を騙し、帝国諸侯の援軍を加えながらライン川を沿って進軍し、時折ライン川を渡るふりをしてフランス軍を牽制した。こうして6月にドイツ南部の帝国軍と合流を果たし、プリンツ・オイゲン及びバーデン＝バーデン辺境伯ルートヴィヒ・ヴィルヘルムと戦略を打ち合わせ、オイゲンはライン川のフランス軍を釘付けにして、マールバラ公とルートヴィヒ・ヴィルヘルムはドナウ川流域の都市奪還で占領地域を解放する方法を取った。
フランス軍はオランダからヴィルロワ公フランソワ・ド・ヌフヴィルがライン川の都市ランダウでタラール伯カミーユ・ドスタンと合流したが、同盟軍の行軍に騙された上、オイゲンに監視されていたため決戦に踏み切れずにいた。一方、バイエルン選帝侯マクシミリアン2世エマヌエルとフランスの将軍フェルディナン・ド・マルサンはドナウ川北岸の都市ディリンゲンに布陣して同盟軍を待ち構えていた。
同盟軍はディリンゲンの連合軍を無視して東進、オーストリアと北ドイツ諸侯との連絡確保とバイエルンへの侵攻拠点にする目的でドナウヴェルトへ進軍した。ドナウヴェルトには北から東にシェレンベルクという高地が広がり、ここを制圧すればドナウヴェルトを狙い撃ちに出来る位置にあった。砦にはマクシミリアン2世の家臣であるヨハン・バプティスト・フォン・アルコ伯爵とイタリア人のマッフェイ侯アレッサンドロ・シピオーネが13000人の兵で籠城していた。
7月2日の夜に同盟軍はシェレンベルクに到着、すぐさま攻撃に移った。ディリンゲンからの増援が到着する恐れがあるため、準備を整える余裕が無い同盟軍は短期決戦に踏み切ったが、丘を登って防御が堅い砦の北を攻撃したイングランド軍の被害は大きく、帝国の将軍リンブルク＝シュテュルム伯ヘルマン・オットー2世が致命傷を受けて戦死した。しかし、守備側が兵力を北に回したため、北西側に進んだルートヴィヒ・ヴィルヘルムの帝国軍は砦に侵入してバイエルン軍の側面に回りこんだ。イングランド軍も攻撃を続行、バイエルン軍は砦を放棄して同盟軍はシェレンベルクを獲得、ドナウヴェルトも抵抗を諦め降伏した。
ドナウヴェルトの占領により同盟軍は帝国との連絡路を確保、ディリンゲンのフランス・バイエルン連合軍は南へ後退してアウクスブルクに移動した。勝利の割に犠牲が大きいこの戦いでマールバラ公は非難にさらされたが、バイエルン軍の後退でドナウ川は同盟軍の手に入り帝国は一時的に危機を脱した。戦後マールバラ公はマクシミリアン2世を和睦交渉に赴かせるべくバイエルンの略奪を敢行しながら交渉を打診したが、8月にタラールがアウクスブルクの連合軍と合流したことで交渉は打ち切られた。タラールの後を追ってオイゲンも同盟軍に合流、アウクスブルクから連合軍が出撃して同盟軍も迎え撃った。以後の経過と戦闘前後の両軍の行動についてはブレンハイムの戦いを参照。